# Steve Howey (fotbalista)
Steven Norman Howey (* 26. října 1971 Sunderland) je bývalý anglický fotbalista, střední obránce. Reprezentoval Anglii v letech 1994–1996, sehrál za ni čtyři zápasy a získal bronz na mistrovství Evropy roku 1996. Hrál za Newcastle United (1989–2000), Manchester City (2000–2003), Leicester City (2003–2004), Bolton Wanderers (2004), New England Revolution (2004) a Hartlepool United (2005).